# Elly Coenen-Vaessen
Elisabeth Francisca Maria (Elly) Coenen-Vaessen (Bocholtz, 26 februari 1932 – Heerlen, 8 april 2020) was een Nederlands politicus van de VVD.
Coenen-Vaessen werd geboren in Bocholtz. Haar vader was boer en actief in de lokale politiek. Zij was de oudste van negen kinderen. Ze ging naar de hbs en volgde een opleiding voor lerares. Later deed ze nog een opleiding voor diëtist. 
Vanaf 1953 gaf ze les op huishoudscholen in Kerkrade en twee jaar later verhuisde ze naar Zuid-Holland waar ze eerst als diëtiste werkte bij het Bronovo-ziekenhuis in Den Haag. Ze volgde haar man naar Pittsburgh en vervolgens naar Suriname. Vanaf 1958 gaf ze les op scholen in Maassluis, Schiedam en Den Haag. Daarnaast was ze actief in de politiek. Zo was ze tussen 1974 en 1986 gemeenteraadslid van Maassluis, waarvan vanaf 1981 wethouder. Ze was daar ook lid van verdienste was van de lokale afdeling van de VVD. Begin 1978 kwam ze in de Provinciale Staten van Zuid-Holland als opvolgster van Leendert Ginjaar die minister van Volksgezondheid en Milieuhygiëne was geworden. 
In februari 1986 keerde Coenen-Vaessen terug naar Limburg als eerste vrouwelijke burgemeester van Nuth, waar ze bijnamen kreeg als "Miss Elly" en "de houthakker". Ze kreeg al snel te maken met een grote brand in de Makrovestiging in Nuth, die door Rara was gesticht. Ze kenmerkte zich door een persoonlijke en hartelijke omgang met de mensen van Nuth. Ze viel op bij integriteitskwesties. Ze trad op na fraude in een lokaal bejaardenhuis, waarbij een raadslid betrokken was. Ze liet een onderzoek doen toen de locoburgemeester verdacht werd van het ronselen van kiesvolmachten. Na haar pensionering in 1997 bleef ze nog tot haar tachtigste actief in verschillende besturen.
Na haar carrière werd zij benoemd tot ridder in de Orde van Oranje-Nassau. In april 2020 overleed Coenen-Vaessen op 88-jarige leeftijd in een verzorgingshuis in Heerlen.